# Klára Brůhová
Klára Brůhová (* 1985) je historička architektury a architektka. Věnuje se pedagogické a vědecko-výzkumné činnosti na Ústavu dějin a teorie architektury FA ČVUT v Praze a na  Katedře teorie a dějin umění Vysoké školy uměleckoprůmyslové v Praze, její specializací jsou dějiny architektury a urbanismu 20. století, téma žen-architektek a historiografie architektury z feministické perspektivy.

## Životopis
Klára Brůhová je absolventkou Fakulty architektury ČVUT v Praze, Filosofické fakulty Univerzity Karlovy, Fakulty humanitních studií Univerzity Karlovy a Vysoké školy uměleckoprůmyslové v Praze. Za svou dizertační práci obdržela v roce 2016 Cenu rektora ČVUT a Cenu Josefa Hlávky.
Je spoluřešitelkou výzkumného projektu „Ženy v architektuře“ (2021–2024, ve spolupráci Národní galerie Praha a Vysoké školy uměleckoprůmyslové v Praze), který se věnuje mapování a interpretaci aktivit žen na poli tuzemské architektury mezi lety 1945 a 2000. Výstupem projektu je odborná monografie Ženy v architektuře: Kritické studie a genderové analýzy českého architektonického prostředí po roce 1945 a webová databáze Ženy v architektuře.

## Publikační činnost - výběr
- BRŮHOVÁ, K. a HUBER-DOUDOVÁ, H. (eds.) Ženy v architektuře: Kritické studie a genderové analýzy českého architektonického prostředí po roce 1945 / Women in Architecture: Critical Studies and Gender Analyses of the Czech Architectural Setting after 1945. Praha: UMPRUM, 2024. ISBN 978-80-88622-10-9.
- BRŮHOVÁ, K. Praha nepostavená: Vltavské břehy jako urbanistické téma moderní metropole. Praha: ČVUT. Česká technika - nakladatelství ČVUT, 2017. ISBN 978-80-01-06155-8.
- BRŮHOVÁ, K. Pražské vize. Fantastické stavby, které nikdy nevznikly. Praha: Paseka, 2018. ISBN 978-80-7432-897-8.
- VORLÍK, P. a BRŮHOVÁ, K. Beton, Břasy, Boletice. Praha na vlně brutalismu. Praha: ČVUT. Česká technika - nakladatelství ČVUT, 2019. ISBN 978-80-01-06567-9.
- VORLÍK, P., K. BRŮHOVÁ a Marco MAIO. Jasan Burin, Architekt, Jistoty a pochyby. Praha: Zlatý řez, 2014. ISBN 978-80-87068-14-4.
- BRŮHOVÁ, K. Elusive Histories, Unseen Naratives, Architektúra & Urbanismus LVIII, 2024, no. 1-2, pp. 6-19. ISSN 0044-8680. DOI: https://doi.org/10.31577/archandurb.2024.58.1-2.1.
- BRŮHOVÁ, K., HLAVÁČKOVÁ, P. a MALOŠÍKOVÁ, Š. Kde jsou architektky? Odborné časopisy a formování genderových aspektů architektonického diskurzu, Sešit pro umění, teorii a příbuzné zóny, Praha, VVP AVU (Vědecko-výzkumné pracoviště Akademie výtvarných umění), 2022, č. 33, s. 38-83, ISSN 1802-8918. Dostupné z: https://vvp.avu.cz/sesit/sesit-33/.
- BRŮHOVÁ, K. Czechoslovak Parliament in Prague – proposals, competitions and debates on its location and architecture. Architektúra & Urbanizmus. 2020, 54(1-2), 88-105. ISSN 004-8680. DOI: https://doi.org/10.31577/archandurb.2020.54.1-2.7.